# 강명순 (정치인)
강명순(姜命順, 1952년 3월 29일~2021년 3월 26일)은 대한민국의 제18대 국회의원이다.

## 프로필

### 학력
- 1974년 이화여자대학교 사범대학 시청각교육과 학사
- 1996년 감리교신학대학교 신학대학원 신학 석사
- 2000년 강남대학교 사회복지전문대학원 사회복지학 석사
- 2007년 기비국제대학 대학원 사회복지학 박사

### 소속
- 2008년 안산제일감리교회 목사
- 2008년 5월 제18대 한나라당 국회의원

### 논란
- 2010년 2월 9일 한나라당 의원총회에서 박근혜 전 대표를 겨냥한 '호의호식' 발언[1]

## 수상 내역
- 1999년 올해의 여성운동상 수상
- 2001년 문화관광부 사회발전 유공 종교인 국민훈장목련장 수상
- 2007년 제11회 이화여대 자랑스러운 이화인

## 역대 선거 결과
| 실시년도 | 선거   | 대수 | 직책     | 선거구   | 정당     | 득표수      | 득표율          | 순위         | 당락 | 비고 |
| -------- | ------ | ---- | -------- | -------- | -------- | ----------- | --------------- | ------------ | ---- | ---- |
| 2008년   | 총선   | 18대 | 국회의원 | 비례대표 | 한나라당 | 6,421,727표 | \| \| 37.48% \| | 비례대표 1번 |      | 초선 |
|          | 37.48% |      |          |          |          |             |                 |              |      |      |